# Béla Illés (scrittore)
Béla Illés (Košice, 22 marzo 1895 – Budapest, 5 gennaio 1974) è stato uno scrittore ungherese celebre per aver ricevuto due volte il Premio Kossuth, il più prestigioso dei premi letterari ungheresi.

## Biografia
Dopo il diploma della scuola secondaria conseguito nel 1912, conseguì il dottorato all'Università di Budapest nel 1916. Esordì come giornalista e prese parte alle rivoluzioni del 1918-1919, poi dovette andare in esilio nei Carpazi ucraini, dove divenne un militante comunista.
Arrestato, fu espulso in Cecoslovacchia nel 1921, poi visse a Vienna prima di essere nuovamente espulso nel 1923. Si stabilì poi in Unione Sovietica, dove prese parte ai vari movimenti internazionali degli scrittori progressisti.
Durante la seconda guerra mondiale combatté nell'esercito sovietico dapprima come semplice arruolato, poi come ufficiale. Infine tornò in Ungheria con l'esercito.
Diresse l'Irodalmi Újság ("Rivista letteraria") dal 1950 al 1956 e fu membro del comitato editoriale di Élet és Irodalom ("Vita e letteratura") dal 1957 al 1959). Vinsee il Premio Kossuth nel 1950 e di nuovo nel 1955.

## Opere
Le sue opere, che includono romanzi e racconti, sono ispirate agli eventi della sua vita:
- Doktor Utrius Pal honvédbaka iratai (1916)
- Ég a Tisza (1929)
- Kárpáti rapszodia (1939)
- Ujbor (1945)
- Erdei Emberek (1945)
- Zsatkovics Gergely Királysága (1946)
- Fegyvert és vitézt eneklek (1949)
- Vígszínházi csata (1950)
- Honfoglalas (1952)
- Harminchat esztendő (1956)
- Valaszuton (1958)
- Anekdotak könyve (1960)
- Lövészárokban (1966)
- Pipafüst Mellett (1967)
- Varázsló inasok (1978)